# Landesjugendsinfonieorchester Hessen
Das Landesjugendsinfonieorchester Hessen (LJSO Hessen) ist ein 1976 gegründetes Jugendorchester, das seit 2022 von der Junge Musik Hessen gGmbH getragen wird.

## Über das Orchester
Das Orchester ist das Auswahlorchester des Landes Hessen und vereint jugendliche Musiker im Alter von 13 bis 21 Jahren aus ganz Hessen. Dreimal im Jahr kommen die Jugendlichen zusammen, um zwei Wochen lang in intensiven Probenphasen anspruchsvolle Konzertliteratur zu erarbeiten. Bis 2006 prägten die Professoren Hubert Buchberger, Bernhard Kontarsky, Michael Luig und Ralf Otto durch ihre langjährige künstlerische Tätigkeit das Orchester entscheidend mit, gefolgt von Nicolás Pasquet, der von 2009 bis 2024 als Chefdirigent wirkte und das Orchester maßgeblich weiterentwickelte. Im Jahr 2024 wurde Pasquet für seine langjährige Zusammenarbeit mit dem Landesjugendsinfonieorchester Hessen mit dem Hessischen Verdienstorden ausgezeichnet.
Als Kulturbotschafter des Landes Hessen unternimmt das LJSO Hessen Auslandsreisen. Kammermusikalische Projekte und Spartenübergreifendes wie eine Produktion mit Künstlern der documenta XII, ergänzen zudem das künstlerische Tun. Darüber hinaus trat das Orchester wiederholt beim Rheingau Musikfestival auf.
In jeder Arbeitsphase arbeitet das Orchester mit Musikern aus hessischen Orchestern zusammen, die sich als Dozenten zur Verfügung stellen. Eine enge Zusammenarbeit erfolgt zum Beispiel mit Musikern des hr-Sinfonieorchesters. Darüber hinaus unterstützt das hr-Sinfonieorchester das LJSO Hessen mit Instrumenten und Orchestermaterial. Zum Beispiel erarbeitete das Orchester 2018 gemeinsam mit dem hr-Sinfonieorchester unter der Leitung von Andrés Orozco-Estrada die 5. Sinfonie von Gustav Mahler, die gemeinsam mit Musikern des hr-Sinfonieorchesters in der Alten Oper Frankfurt aufgeführt wurde.

## Träger
Träger des LJSO Hessen ist seit 2022 die Junge Musik Hessen gGmbH (zuvor seit 2006 Landesjugendsinfonieorchester Hessen gGmbH). Die gemeinnützige Gesellschaft, deren alleiniger Gesellschafter das Land Hessen ist, wird institutionell durch das Hessische Ministerium für Wissenschaft und Forschung, Kunst und Kultur gefördert.  Vorsitzende des Aufsichtsrates ist derzeit Staatssekretärin Ayse Asar.

## Förderverein
Seit 1994 wird das Orchester durch den Verein die Freunde und Förderer des Landesjugendsinfonieorchesters Hessen e. V. gefördert.

## Arbeitsphasen
Die Arbeitsphasen des LJSO Hessen finden in der Regel dreimal im Jahr in den hessischen Weihnachts-, Oster- und Sommerferien statt.
| Jahr | Nr. | Arbeitsphase                                                           | Programm | Solist                                                                     | Dirigent                |
| ---- | --- | ---------------------------------------------------------------------- | --- | -------------------------------------------------------------------------- | ----------------------- |
| 2025 | 143 | Sommerarbeitsphase                                                     | Ludwig van Beethoven: Overtüre zu "Coriolan" Edward Elgar: Cellokonzert e-moll op. 85 Nikolai Andrejewitsch Rimski-Korsakow: Scheherazade | Konstanze Pietschmann, Violoncello                                         | Leslie Suganandarajah   |
| 2025 | 142 | Osterarbeitsphase                                                      | Franz Schubert: Overtüre zu Fierrabras Franz Schubert: Sinfonie Nr. 7 h-moll "Unvollendete" Anton Bruckner: Sinfonie Nr. 6 A-Dur |                                                                            | Valentin Egel           |
| 2025 | 141 | Winterarbeitsphase                                                     | Giuseppe Verdi: Ouvertüre zur Oper „Nabucco“ Richard Strauss: Aus den Liedern op. 27 Richard Wagner: Ouvertüre zur Oper „Rienzi“, WWV 49 Gustav Mahler: Sinfonie Nr. 4 G-Dur | Eva Zalenga, Sopran                                                        | Vitali Alekseenok       |
| 2024 | 140 | Sommerarbeitsphase                                                     | Claude Debussy: Prélude à l’après-midi d’un faune Camille Saint-Saëns: Violinkonzert Nr. 3 h-Moll op. 61 Antonín Dvořák: Sinfonie Nr. 9 e-Moll op. 95 | Maria Ioudenitch, Violine                                                  | Holly Hyun Choe         |
| 2024 |     | Zusatzprojekt: Haydn – Die Schöpfung (mit dem Landesjugendchor Hessen) | Joseph Haydn: Die Schöpfung | Samantha Gaul, Sopran Julian Habermann, Tenor Johannes Schendel, Bass      | Axel Pfeiffer           |
| 2024 | 139 | Osterarbeitsphase                                                      | Richard Wagner: Vorspiel zur Oper „Tristan und Isolde“ Richard Strauss: Konzert für Oboe und kleines Orchester D-Dur Jean Sibelius: Sinfonie Nr. 1 e-Moll op. 39 | Max Vogler, Oboe                                                           | Izabelė Jankauskaitė    |
| 2024 | 138 | Winterarbeitsphase                                                     | Richard Wagner: Vorspiel zur Oper „Die Meistersinger von Nürnberg“ Jörg Duda: Konzert für Tuba und Orchester Nr. 1 op. 67 Edward Elgar: Sinfonie Nr. 1 As-Dur op. 55 | Ole Heiland, Tuba                                                          | Florian Ludwig          |
| 2023 | 137 | Sommerarbeitsphase                                                     | Jean Sibelius: Finlandia Felix Mendelssohn Bartholdy: Violinkonzert e-Moll op. 64 Pjotr Iljitsch Tschaikowski: Sinfonie Nr. 5 e-Moll op. 64 | Johan Dalene, Violine Alexandra Weissbecker, Violine                       | Vitali Alekseenok       |
| 2023 |     | Sonderprojekt „175 Jahre Nationalversammlung“                          | Ludwig van Beethoven: Ouvertüre Leonore Nr. 3 Robert Schumann: Ouvertüre zu „Hermann und Dorothea“ op. 136 Bedrich Smetana: Die Moldau |                                                                            | Vitali Alekseenok       |
| 2023 | 136 | Osterarbeitsphase                                                      | Olivier Messiӕn: Les offrandes oubliées. Sinfonische Meditation Ernest Bloch: Schelomo. Hebräische Rhapsodie für Violoncello und Orchester Igor Strawinsky: Petruschka. Burleske Szene in vier Bildern für Orchester (Fassung von 1947)                                                                           | Valentino Worlitzsch, Violoncello                                          | Nicolás Pasquet         |
| 2023 | 135 | Winterarbeitsphase                                                     | Bedrich Smetana: Die Moldau Edouard Dupuy: Konzert c-Moll für Fagott und Orchester Anatol Liadov: Der verzauberte See op. 62 Claude Debussy: La mer | Theo Plath, Fagott                                                         | Simon Gaudenz           |
| 2022 | 134 | Sommerarbeitsphase                                                     | Maurice Ravel: Ma mère l’oye Henri Tomasi: Konzert für Trompete und Orchester (1948) Johannes Brahms: Sinfonie Nr. 1 c-Moll op. 68 | Sebastian Berner, Trompete                                                 | Nicolás Pasquet         |
| 2022 | 133 | Osterarbeitsphase                                                      | Manuel de Falla: Der Dreispitz, Suite Nr. 2 Alejandro Coello: „Revelations“, Konzert für Schlagzeug und Orchester Sergei Rachmaninow: Sinfonische Tänze op. 45 | Alejandro Coello Calvo, Schlagzeug                                         | Nicolás Pasquet         |
| 2022 | 132 | Winterarbeitsphase                                                     | Antonin Dvorák: Die Mittagshexe Pjotr I. Tschaikowski: Sinfonie Nr. 1 „Winterträume“ |                                                                            | Johannes Braun          |
| 2021 | 131 | Herbstarbeitsphase                                                     | Erich Wolfgang Korngold: Violinkonzert D-Dur op. 35 Igor Strawinsky: Der Feuervogel. Suite für Orchester (1945) | Sophia Jaffé, Violine                                                      | Friedrich Praetorius    |
| 2021 | 130 | Sommerarbeitsphase                                                     | Aaron Copland: Fanfare for the Common Man Felix Mendelssohn Bartholdy: Ouvertüre „Die Hebriden“ op. 26 Daniel Schnyder: subZero, Konzert für Bassposaune und kleines Orchester Giovanni Gabrieli: Sacrae Symphoniae – Canzon Septimi Toni à 8 Wolfgang A. Mozart: Sinfonie Nr. 35 D-Dur KV 385 „Haffner“          | Maxine Troglauer, Bassposaune                                              | Nicolás Pasquet         |
| 2020 | 129 | Sommerarbeitsphase                                                     | Richard Strauss: Suite in B-Dur op. 4 Paul Dukas: Fanfare pour Précéder La Péri Georg Friedrich Händel: Feuerwerksmusik |                                                                            | Nicolás Pasquet         |
| 2020 | 128 | Winterarbeitsphase                                                     | Johann Sebastian Bach: Fuga (2. Ricercata) a sei voci aus „Das Musikalische Opfer“ (BWV 1079) Johannes Brahms: Doppelkonzert für Violine, Violoncello und Orchester a-moll op. 102 Dmitri Schostakowitsch: Sinfonie Nr. 10 e-moll op. 93                                                                          | Byol Kang, Violine Isang Enders, Violoncello                               | Nicolás Pasquet         |
| 2019 | 127 | Sommerarbeitsphase                                                     | Giuseppe Verdi: Ouverture zur Oper „Nabucco“ Ludwig van Beethoven: Konzert für Geige und Orchester D-dur op. 61 Modest Mussorgsky: Bilder einer Ausstellung, Orchesterfassung von Sergej Gortschakoff | Cristina Cazac, Violine Anne Luisa Kramb, Violine                          | Nicolás Pasquet         |
| 2019 | 126 | Osterarbeitsphase                                                      | Claude Debussy: Fanfare aus „Le martyre de St. Sébastien“ Aus III.: Le concile des faux dieux Igor Strawinsky: Symphonies d’instruments à vent Darius Milhaud: Konzert für Marimba, Vibraphon und Orchester Maurice Ravel: Fanfare aus „L’éventail de Jeanne“ Antonín Dvorák: Serenade E-dur op. 22 für Streicher | Elman Mecid, Marimba und Vibraphon                                         | Florian Erdl            |
| 2019 | 125 | Winterarbeitsphase                                                     | Johannes Brahms: „Nänie op. 82“ John Rutter: „Magnificat“ Anton Bruckner: Sinfonie Nr. 7 E-dur | Katharina Kutsch, Sopran                                                   | Nicolás Pasquet         |
| 2018 | 124 | Sommerarbeitsphase                                                     | Giuseppe Verdi: Ouvertüre zur Oper La Forza del Destino Nino Rota: Divertimento concertante für Kontrabass und Orchester Sergej Rachmaninow: Sinfonie Nr. 2 e-moll, op. 27 | Michael Karg, Kontrabass                                                   | Johannes Braun          |
| 2018 | 123 | Osterarbeitsphase                                                      | Alban Berg: Violinkonzert „Dem Andenken eines Engels“ Gustav Mahler: 5. Sinfonie | Byol Kang, Violine Yvonne Smeulers, Violine                                | Nicolás Pasquet         |
| 2018 | 122 | Winterarbeitsphase                                                     | Engelbert Humperdinck: Auszüge aus der Oper Hänsel und Gretel Antonín Dvořák: Sinfonie Nr. 8 G-dur, op. 88, „Englische“ | Paula Bohnet, Sopran, Gretel – Sandmann Sarah Mehnert, Mezzosopran, Hänsel | Rüdiger Bohn            |
| 2017 | 121 | Sommerarbeitsphase                                                     | Manuel Ponce: Chapultepec – Drei sinfonische Skizzen Reinhold Glière: Konzert für Horn und Orchester B-dur op. 91 César Franck: Sinfonie d-moll | Nicolas Ramez, Horn                                                        | Nicolás Pasquet         |
| 2017 | 120 | Osterarbeitsphase                                                      | Ludwig van Beethoven: Ouvertüre zum Ballett „Die Geschöpfe des Prometheus“ op. 43 Benjamin Britten: Konzert für Violine und Orchester d-moll op. 15 Johannes Brahms: Klavierquartett Nr. 1 g-moll op. 25 in der Orchesterfassung von Arnold Schönberg                                                             | Emily Nebel, Violine                                                       | Leslie Suganandarajah   |
| 2016 | 119 | Sommerarbeitsphase                                                     | Felix Mendelssohn Bartholdy: Violinkonzert e-moll, op. 64 Richard Strauss: Eine Alpensinfonie, op. 64 | Chad Hoopes, Violine                                                       | Nicolás Pasquet         |
| 2016 | 118 | Osterarbeitsphase                                                      | Wolfgang Amadeus Mozart: Idomeneo-Ouvertüre KV 366 Wolfgang Amadeus Mozart: Klavierkonzert KV 467 Gustav Mahler: Sinfonie Nr. 4 | Léa Trommenschlager, Sopran Elias Opferkuch, Klavier                       | Johannes Klumpp         |
| 2016 | 117 | Winterarbeitsphase                                                     | Ludwig van Beethoven: Coriolan-Ouvertüre Peter I. Tschaikowsky: Violinkonzert Peter I. Tschaikowsky: Sinfonie Nr. 4 | Christa-Maria Stangorra, Violine                                           | Nicolás Pasquet         |
| 2015 | 116 | Sommerarbeitsphase                                                     | Erich Wolfgang Korngold: Schauspiel-Ouvertüre op. 4 Launy Grøndahl: Posaunenkonzert Robert Schumann: 3. Sinfonie | Lars Winter, Posaune                                                       | Justus Thorau           |
| 2015 | 115 | Osterarbeitsphase                                                      | Anton Bruckner: Ouvertüre g-moll, WAB 98 Carl Nielsen: Flötenkonzert Richard Wagner: Karfreitagszauber aus Parsifal WWV 111 Felix Mendelssohn Bartholdy: Sinfonie Nr. 5, d-moll, op. 107 | Philipp Mellies, Flöte                                                     | Dominik Beykirch        |
| 2015 | 114 | Winterarbeitsphase                                                     | Gioachino Rossini: Ouvertüre zur Oper „Wilhelm Tell“ Max Bruch: Violinkonzert in g-Moll Johannes Brahms. Sinfonie Nr. 2 | Nathan Mierdl, Violine                                                     | Nicolás Pasquet         |
| 2014 | 113 | Sommerarbeitsphase                                                     | Einojuhani Rautavaara: Cantus Arcticus, op. 61 Jean Sibelius: Violinkonzert Jean Sibelius: 1. Sinfonie | Tobias Feldmann, Violine                                                   | Nicolás Pasquet         |
| 2014 | 112 | Osterarbeitsphase                                                      | Antonin Dvořák: Serenade für Blasinstrumente, op. 44 Joseph Haydn: Sinfonie Nr. 103, Es-Dur „mit dem Paukenwirbel“ Giovanni Gabrieli: Sonata pian’e forte und Canzon septimi toni Nr. 2 Sergei Prokofjew: Sinfonia concertante, in e-moll, op. 125 für Cello und Orchester                                        | Gabriel Schwabe, Cello                                                     | Nicolás Pasquet         |
| 2014 | 110 | Winterarbeitsphase                                                     | Sergei Prokofjew: Romeo und Julia – Suite Nr. 1, op. 64a Sergei Rachmaninow: Rhapsodie über ein Thema von Paganini, op. 43 Antonin Dvorak: 7. Sinfonie, d-moll, op. 70 | Sung-Jae Kim, Klavier                                                      | Dominik Beykirch        |
| 2013 | 109 | Sommerarbeitsphase                                                     | Wolfgang Amadeus Mozart: Titus-Ouvertüre Richard Strauss: Oboen-Konzert Gustav Mahler: 1. Sinfonie (in der Fassung aus 1893) | Juliana Koch, Oboe                                                         | Nicolás Pasquet         |
| 2013 | 108 | Osterarbeitsphase (China-Reise)                                        | Carl Maria von Weber: Ouvertüre zu „Oberon“ Alexander Arutjunjan: Trompetenkonzert Nikolai Rimsky-Korsakow: Scheherazade Suite op. 35 | Simon Höfele, Trompete                                                     | Nicolás Pasquet         |
| 2013 | 107 | Winterarbeitsphase                                                     | Carl Maria von Weber: Ouvertüre zu „Oberon“ Alexander Arutjunjan: Trompetenkonzert Nikolai Rimsky-Korsakow: Scheherazade Suite op. 35 | Simon Höfele, Trompete                                                     | Nicolás Pasquet         |
| 2012 | 106 | Sommerarbeitsphase                                                     | Maurice Ravel: Ma mère l’Oye Antonín Dvořák: Cellokonzert h-moll Ludwig van Beethoven: 5. Sinfonie | Isang Enders, Cello                                                        | Nicolás Pasquet         |
| 2012 | 105 | Osterarbeitsphase                                                      | Wolfgang Amadeus Mozart: Ouvertüre zu „Die Zauberflöte“ Franz Schubert: Lieder in Orchesterfassungen von Berlioz, Reger, Offenbach und Arnecke Wolfgang Amadeus Mozart: Klarinettenkonzert A-dur, KV 622 Hector Berlioz: Symphonie fantastique                                                                    | Julian Prégardien, Tenor Christoph Schneider, Klarinette                   | Nicolás Pasquet         |
| 2012 | 104 | Winterarbeitsphase                                                     | Leonard Bernstein: Ouvertüre zu „Candide“ Camille Saint-Saens: Violinkonzert h-moll Johann Strauß (Sohn): Champagner-Polka Antonín Dvořák: Slawischer Tanz Nr. 8 Johann Strauß: Wiener Blut – Walzer Zoltán Kodály: Tänze aus Galánta                                                                             | Niklas Liepe, Violine                                                      | Nicolás Pasquet         |
| 2011 | 103 | Sommerarbeitsphase                                                     | Benjamin Britten: Four Sea Interludes William Walton: Violakonzert Antonin Dvorak: 8. Sinfonie – Englische | Peijun Xu, Viola                                                           | Nicolás Pasquet         |
| 2011 | 102 | Osterarbeitsphase                                                      | Johann Strauß (Sohn): Fledermaus-Ouvertüre Joseph Haydn: Symphonie Nr. 88 Henri Tomasi: Posaunenkonzert Georges Bizet: Carmen-Suite Nr. 1 George Gershwin: Ein Amerikaner in Paris | Sebastian Sager, Posaune                                                   | Johannes Klumpp         |
| 2011 | 101 | Winterarbeitsphase                                                     | Emmanuel Chabrier: Espana Ferran Cruixent: Focs d’Artifici für Schlagzeug und Orchester Robert Schumann: Sinfonie Nr. 1, „Frühlingssinfonie“ | Peter Sadlo, Schlagzeug                                                    | Nicolás Pasquet         |
| 2010 | 100 | Sommerarbeitsphase                                                     | Igor Strawinsky: Feuervogel-Suite 1919 Wolfgang Amadeus Mozart: Klarinettenkonzert A-dur, KV 622 Modest Mussorgsky: Bilder einer Ausstellung, Orchesterfassung von Sergej Gortschakoff | Christoph Schneider, Klarinette                                            | Nicolás Pasquet         |
| 2010 | 99  | Osterarbeitsphase                                                      | Bedrich Smetana: Die Moldau Maurice Ravel: Tzigane Bela Bartók: 1. Violinkonzert Claude Debussy: La mer | Oscar Bohórquez, Violine                                                   | Nicolás Pasquet         |
| 2010 | 98  | Winterarbeitsphase                                                     | Franz Liszt: Les Préludes Gustav Mahler: Lieder eines fahrenden Gesellen Franz Schubert: Große Sinfonie in C-Dur, D 944 | Hans Christoph Begemann, Bariton                                           | Martin Lukas Meister    |
| 2009 | 97  | Sommerarbeitsphase                                                     | Hector Berlioz: Römischer Karneval – Ouvertüre, op. 9 Alexander Glasunow: Konzert für Violine und Orchester, a-moll, op. 82 Ludwig van Beethoven: Sinfonie Nr. 7, A-dur, op. 92 | Anna Katherine Claus, Violine                                              | Nicolás Pasquet         |
| 2009 | 96  | Osterarbeitsphase                                                      | Arthur Honegger: Pacific 231 George Gershwin: Concerto in F Antonin Dvořák: Sinfonie Nr. 9 “Aus der neuen Welt” | Hyelee Chang, Klavier                                                      | Nicolás Pasquet         |
| 2009 | 95  | Winterarbeitsphase                                                     | Olivier Messiaen: L’ Ascension Claude Debussy: Danses für Harfe und Orchester Henri Dutilleux: Sinfonie Nr. 2 „Le Double“ | Lena Buchberger, Harfe                                                     | Prof. Hubert Buchberger |
| 2008 | 94  | Sommerarbeitsphase                                                     | Niels Gade: „Hamlet“ – Konzertouvertüre, op. 37 Edward Grieg: „Bergliot“, op. 42 Hugo Alfvén: „Midsommarvaka“ – Schwedische Rapsodie Nr. 1, op. 19 Jean Sibelius: Sinfonie Nr. 2, D-dur, op. 43 | Britta Hübel, Sprecherin                                                   | Martin Lukas Meister    |
| 2008 | 93  | Osterarbeitsphase                                                      | Joseph Haydn: Sinfonie Nr. 44, e-moll, „Trauersinfonie“ Anton Bruckner: Sinfonie Nr. 7, E-dur |                                                                            | Martin Lukas Meister    |
| 2008 | 92  | Winterarbeitsphase                                                     | Gioachino Rossini: Ouvertüre zu „Die diebische Elster“ Carl Maria von Weber: Klarinettenkonzert Nr. 2, f-moll Pjotr Iljitsch Tschaikowski: Sinfonie Nr. 5 e-Moll op. 64 | Markus Krusche, Klarinette                                                 | Nicolás Pasquet         |
| 2007 | 91  | Sommerarbeitsphase                                                     | Boris Blacher: Concertante Musik für Orchester Felix Mendelssohn Bartholdy: Violinkonzert e-Moll op. 64 Dmitri Schostakowitsch: Sinfonie Nr. 9 | Elena Graf, Violine                                                        | Carlos Spierer          |
| 2007 | 90  | Osterarbeitsphase                                                      | Darius Milhaud: Saudades do Brasil Manuel de Falla: Nächte in Spanischen Gärten Manuel de Falla: Der Dreispitz, Suite Nr. 1 & 2 | Judith Jaurégui, Klavier                                                   | Carlos Spierer          |

## Diskografie
Quelle
- Mozart, Verdi, Hindemith, Bernstein (1991–1993)
- Hindemith – Konzert op. 50, „Bostoner Sinfonie“ / Brahms – Trompetenkonzert Es-dur (1995)
- Bruckner – Sinfonie Nr. 6, A-dur (1996)
- Mahler – Sinfonie Nr. 1 (1996)
- Wagner – Faust-Ouvertüre, d-moll / Dvořák – Konzert für Vc. und Orch., h-moll, op. 104 (1996)
- Mendelssohn – Hebriden-Ouvertüre, op. 26 / Brahms – Sinfonie Nr. 1, c-moll op. 68 (1997)
- Debussy, Ravel, Franck (1998)
- Mahler – Sinfonie Nr. 4 – Die Ehemaligen zum 25-jährigen Jubiläum (2001)
- Strauss, Dvorak (2001–2002)
- Anton Bruckner (2008)
- Berlioz, Glasunow und Beethoven Berlioz (2010)
- Prokofjew, Rachmaninow und Beethoven (2014)
- Richard Strauss – Eine Alpensinfonie, op. 64 (2016)
- Max Bruch & Hector Berlioz (2016)
- Gustav Mahler – Sinfonie Nr. 5 cis-moll (2018)
- Dmitri Schostakowitsch: Sinfonie Nr. 10 e-moll op. 93 (2020)